# Hagal Aett

Das Hagal Aett

Aettir (altnordisch  aett = Familie, Sippe) sind die Unterteilungen des Futhark der gemeingermanischen Runen in drei Gruppen zu acht Runen, denen jeweils  eine gemeinsame tiefere Bedeutung zugeordnet wird.
Die zweite Gruppe, Hagal Aett (oder Odins Aett bzw. Wodans Aett), besteht aus den Runen Hagalaz,  Naudhiz, Isa, Jera, Eihwaz, Perthro, Elhaz und Sowilo.